# Jakob's Wife
Jakob's Wife é um filme de terror e suspense estadunidense de 2021 dirigido e produzido por Travis Stevens a partir de um roteiro co-escrito por ele, Kathy Charles e Mark Steensland. O filme é estrelado por Barbara Crampton, Larry Fessenden e Bonnie Aarons.
O filme teve sua estreia mundial na South by Southwest, e foi lançado nos Estados Unidos em 16 de abril de 2021 pela RLJE Films & Shudder.

## Elenco
- Barbara Crampton como Anne Fedder
- Larry Fessenden como Pastor Jakob Fedder
- Bonnie Aarons como a vampira
- Nyisha Bell como Amelia Humphries
- Sarah Lind como Carol Fedder
- Mark Kelly como Bob Fedder
- Robert Rusler como Tom Low
- Jay DeVon Johnson como Xerife Mike Hess
- C.M. Punk como Deputado Colton
- Omar Salazar como Oscar
- Ned Yousef como Naveed Al Amin
- Giovannie Cruz como Mariana Al Amin
- Armani Desirae como garotinha
- Monica L. Henry como Dr. Meda
- Skeeta Jenkins como açougueiro
- Kathe Newcomb como Mattie
- Morgan Peter Brown
- Angelie Denizard como Eli

## Recepção
O Rotten Tomatoes informou que 86% dos 70 críticos deram ao filme uma resenha positiva, com uma avaliação média de 6,9/10. O consenso dos críticos do site diz: "Jakob's Wife dá à lenda do gênero Barbara Crampton a oportunidade de contar uma história de terror à moda antiga - e ela o entrega muito bem". O Metacritic atribuiu ao filme uma pontuação média ponderada de 59 em 100 com base em 14 avaliações, indicando "críticas mistas ou médias"..